# Красное знамя с каймой
Красное знамя с каймой (鑲紅旗) — одно из восьми знамён маньчжурских вооружённых сил и общества среди пяти нижних знамён во времена династий Поздняя Цзинь и Цин в Китае.

## История
Красное знамя с каймой было одним из пяти знамён низшего ранга. Первым главой знамени был бэйлэ Йото (1599—1639), 1-й принц Кэцинь первого ранга. Его потомки руководили Красным знаменем с каймой до 1911 года, когда в Китае были ликвидирована монархия и свергнута династия Цин.

## Известные члены
- Цуигия Ляньюань
- Благородная супруга Вэньцзин, одна из жён императора Гуансюя
- Благородная супруга Ин (монголка), одна из жён императора Цяньлуна
- Чжоу Юдэ (китаец)

## Известные кланы
- Барин
- Куигия
- Татара
- Ваньян
- Намдулу
- Чжоу